# Maierato
Maierato község (comune) Olaszország Calabria régiójában, Vibo Valentia megyében.

## Fekvése
A megye északkeleti részén fekszik. Határai: Capistrano, Filogaso, Francavilla Angitola, Monterosso Calabro, Pizzo, Polia és Sant’Onofrio.

## Története
A települést az i. e. 8 században alapították a görögök Krissza néven, Hipponion szomszédságában. A rómaiak idején a Via Popilia egyik fontos állomása volt. 950-ben a szaracénok elpusztították. Erődítményét 1058-ban építtette Roger gróf. Középkori épületeinek nagy része az 1783-as calabriai földrengésben elpusztult. Népességét a malária többször is megtizedelte. A 19. század elején vált önálló községgé, amikor a Nápolyi Királyságban felszámolták a feudalizmust.

## Népessége
A népesség számának alakulása:

## Főbb látnivalói
- Villa Gagliardi
- Maria SS. della Provvidenza-templom
- San Nicola-templom
- Santa Maria della Pietà-templom